# Luis Batlle Ibáñez
Luis César Batlle Ibáñez (Montevideo, 19 de octubre de 1930 - Marlboro, Vermont, Estados Unidos, 25 de mayo de 2016) fue un pianista e intérprete de música clásica uruguayo.

## Familia
Integrante de la Familia Batlle, fue hijo del presidente Luis Batlle Berres y de Matilde Ibáñez Tálice; hermano del también presidente Jorge Batlle y de Matilde Batlle Ibáñez.
A través de su hija Priscilla Batlle fue abuelo de la política Carolina Ache Batlle.

## Carrera
Estudió piano con la profesora Victoria Schenini y el maestro Guillermo Kolischer; también realizó estudios de armonía, contrapunto y composición con el maestro Enrique Casal Chapí. En 1947 obtiene el título de profesor de piano. En 1951 gana el premio otorgado por la Fundación Chopin y se traslada a París por tres años para estudiar con el maestro Yves Nat. En 1976 se traslada a los Estados Unidos y desde entonces su carrera transcurre entre ese país y Europa.
Fue académico en el Marlboro College.

## Discografía
- Recital para dos pianos (junto a Nibya Mariño. Antar ALP 1001. 1957)
- Schubert/Schumann (junto a Estela Medina y Renée Pietrafesa. Tacuabé, álbum de 2 CD, T/E 38-39 CD. (1975, 1978) 2002